# 10P/Темпеля
Комета Темпеля 2, постійне позначення 10P (10P/Tempel 2) — короткоперіодична комета, відкрита 4 липня 1873 року Вільгельмом Темпелем у Мілані (Італія). Розмір ядра комети становить 10,6 км, його альбедо вельми низьке — 0,022. Поведінка комети в кожне повернення (період її обертання навколо Сонця дорівнює 5,16 років) досить одноманітне й передбачуване. За кілька тижнів до перигелію яскравість комети різко зростає, саме в цей період вона починає спостерігатися візуально.
Найвдаліша поява комети 10P/Темпеля сталася в 1925 році, коли вона пройшла від Землі на відстані 0,32 а. о. (52,4 млн км) і мала блиск 6,5m. Очікується, що подібне зближення з кометою трапиться 3 серпня 2026 року, коли комета наблизиться до Землі на 0,41 а. о. (61,3 млн км).